# Weiße Elster nordöstlich Zeitz
Die Weiße Elster nordöstlich Zeitz ist ein FFH-Gebiet in der Gemeinde Elsteraue im Burgenlandkreis in Sachsen-Anhalt.

## Allgemeines
Das FFH-Gebiet ist circa 420 Hektar groß (beim Bundesamt für Naturschutz ist die Größe mit 425 Hektar angegeben). Es überlagert sich mit dem Landschaftsschutzgebiet „Elsteraue“ und grenzt im Nordosten an das FFH-Gebiet „Elsteraue südlich Zwenkau“ und EU-Vogelschutzgebiet „Elsteraue bei Groitzsch“ auf dem Gebiet von Sachsen. Es ist durch die Landesverordnung zur Unterschutzstellung der Natura 2000-Gebiete im Land Sachsen-Anhalt (N2000-LVO LSA) seit dem 21. Dezember 2018 rechtlich gesichert. Zuständige untere Naturschutzbehörde ist der Burgenlandkreis.

## Beschreibung
Das aus zwei Teilflächen bestehende FFH-Gebiet liegt südwestlich von Leipzig in der Elsteraue. Es umfasst einen wenig verbauten Abschnitt der Weißen Elster mit Nebengewässern und weiten Teilen der Flussaue. Die im FFH-Gebiet über weite Strecken mäandrierende Weiße Elster wird von Hochstaudenfluren und Restwäldern, die den Fluss oft in Form von Galeriewäldern begleiten, gesäumt. Daran schließen sich vielfach Grünlandflächen an. Im Fluss siedeln verschiedenen Wasserpflanzen wie Kammlaichkraut, Flutender Wasserhahnenfuß und Sumpfwasserstern. In Altwässern und anderen Stillgewässern in der Flussaue siedeln Kleine und Dreifurchige Wasserlinse, Schwimmendes Laichkraut, Ähriges Tausendblatt, Raues Hornblatt und Wasserpest. Die gewässerbegleitenden Gehölze werden von Gemeiner Esche, Schwarzerle und einzelnen Bruchweiden aufgebaut. Die Grünländer in der Elsteraue werden überwiegend intensiv genutzt und sind mit wenigen Ausnahmen artenarm.
Das FFH-Gebiet grenzt vielfach an Ortslagen der Gemeine Elsteraue. Ansonsten ist es überwiegend von landwirtschaftlichen Nutzflächen umgeben. Im Süden quert die Landesstraße 192 das FFH-Gebiet.